# Klementyna
Klementyna – żeński odpowiednik łacińskiego imienia Klementyn.
Imię spotykane niezbyt często w XVIII wieku pod wpływem literatury, natomiast pokrewne imię Klemencyja znane było w 1265. W XXI wieku imię Klementyna pozostaje rzadkie. W styczniu 2024 r. w rejestrze PESEL, wśród publicznie dostępnych danych dotyczących osób żyjących, wykazano 1712 kobiet o imieniu Klementyna nadanym jako imię pierwsze.
Imieniny obchodzi 8 września, 21 października, na cześć św. Klementyny, jednej z towarzyszek św. Urszuli, oraz 29 listopada, na cześć bł. Marii Klementyny Anuarity Nengepety.

## Imię Klementyna w innych językach[5]
- łacina – Clementina
- angielski – Clementine, Clementina
- czeski – Klementýna, Klementina
- francuski – Clementine
- hiszpański – Clementina
- niemieckl – Clementine, Klementine
- rosyjski – Klimentina, Klementina
- słowacki – Klementina
- słoweński – Klementina
- włoski – Clementina.

## Kobiety noszące imię Klementyna
- Klementyna z Tańskich Hoffmanowa – pisarka
- Klementyna Orleańska – księżniczka francuska, księżna Saksonii
- Maria Klementyna Sobieska – wnuczka króla Jana III Sobieskiego
- Clementina Hawarden – brytyjska fotografka
- Clementine Ford − amerykańska aktorka
- Klementyna Umer – polska aktorka dubbingowa i lektorka.

Utwory artystyczne związane z tym imieniem:
- „Oh My Darling, Clementine” – amerykańska pieśń ludowa typu western folk ballad
- Klementyna lubi kolor czerwony – powieść Krystyny Boglar dla młodzieży.

Inne:
- Clementine – postać z gry The Walking Dead
- (252) Clementina.